# Гномоніка

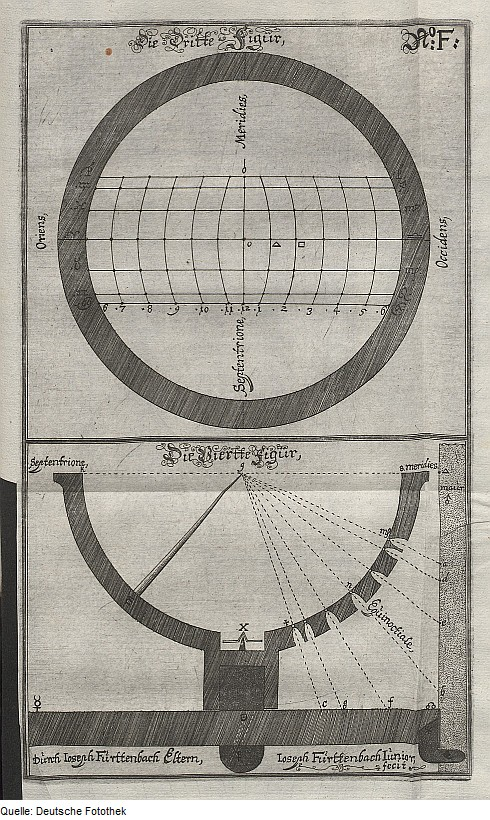
Гномонічне креслення. Автор — Йозеф Фуртенбах, 1652

Гномо́ніка — вчення давньогрецького походження, яке встановлює правила розрахунку знаходження тіні на поверхнях та порядок конструювання гномонів і сонячних годинників для вимірювання часу.
Гномоніка знайшла подальший розвиток у Візантії, на арабському Сході (праці Аль-Біруні), а у XVII — XVIII століттях — в Європі і була одним з предметів, який викладався у навчальних закладах ордену єзуїтів, зокрема у Львівській єзуїтській колегії. Згадується у праці Теофана Прокоповича «Геометрія» [Архівовано 23 червня 2011 у Wayback Machine.].
Нині — самостійна прикладна наукова дисципліна.